# Championnat de Tanzanie de football 2005
Navigation
Édition précédente Édition suivante
La saison 2004 du championnat de Tanzanie est la 41e édition du Championnat de Tanzanie de football. Le championnat oppose seize clubs tanzaniens.

## Qualifications
Le champion se qualifie pour la Ligue des champions de la CAF, le dauphin pour la Coupe de la confédération.

## Équipes

### Participants et locations
Légende des couleurs
- Tour préliminaire de la Ligue des champions 2005
- Tour préliminaire de la Coupe de la confédération 2005
- Promu de Division 1

| Club              | Ville         |
| ----------------- | ------------- |
| Arusha FC         | Arusha        |
| Ashanti United    | Dar es Salaam |
| Bandari Mtwara    | Mtwara        |
| JKT Ruvu Stars    | Dodoma        |
| Kagera Sugar      | Bukoba        |
| Kahama United     | Shinyanga     |
| Maji Maji FC      | Songea        |
| Mji Mpwapwa       | Mpwapwa       |
| Moro United       | Morogoro      |
| Mtibwa Sugar      | Turiani       |
| Pan African       | Dar es Salaam |
| Polisi Dodoma     | Dodoma        |
| Prisons SC        | Mbeya         |
| Simba SC          | Dar es Salaam |
| Transit Camp FC   | Tanga         |
| Young Africans FC | Dar es Salaam |

## Compétition

### Classement
Le classement est établi sur le barème de points classique (victoire à 3 points, match nul à 1, défaite à 0).
Pour départager les égalités, on tient d'abord compte de la différence de buts générale, puis du nombre de buts marqués, puis des confrontations directes.
| Rang | Équipe           | Pts             | J               | G               | N               | P               | Bp              | Bc              | Diff            |
| ---- | ---------------- | --------------- | --------------- | --------------- | --------------- | --------------- | --------------- | --------------- | --------------- |
| 1    | Young Africans   | 61              | 28              | 18              | 7               | 3               | 43              | 16              | +27             |
| 2    | Moro United      | 58              | 28              | 17              | 7               | 4               | 38              | 15              | +23             |
| 3    | Simba SC T       | 56              | 28              | 16              | 8               | 4               | 36              | 20              | +16             |
| 4    | Kagera Sugar P   | 46              | 28              | 13              | 7               | 8               | 33              | 21              | +12             |
| 5    | Ashanti United P | 45              | 28              | 11              | 12              | 5               | 31              | 22              | +9              |
| 6    | JKT Ruvu Stars   | 43              | 28              | 12              | 7               | 9               | 39              | 29              | +10             |
| 7    | Mtibwa Sugar     | 39              | 28              | 11              | 6               | 11              | 41              | 30              | +11             |
| 8    | Polisi Dodoma    | 34              | 28              | 8               | 10              | 10              | 24              | 30              | -6              |
| 9    | Transit Camp FC  | 30              | 28              | 7               | 9               | 12              | 22              | 37              | -15             |
| 10   | Arusha FC        | 29              | 28              | 6               | 11              | 11              | 28              | 35              | -7              |
| 11   | Prisons SC       | 29              | 28              | 6               | 11              | 11              | 25              | 32              | -7              |
| 12   | Bandari Mtwara   | 29              | 28              | 8               | 5               | 15              | 25              | 39              | -14             |
| 13   | Pan African      | 25              | 28              | 5               | 10              | 13              | 20              | 32              | -12             |
| 14   | Kahama United    | 21              | 28              | 3               | 12              | 13              | 20              | 38              | -18             |
| 15   | Maji Maji FC     | 21              | 28              | 5               | 6               | 17              | 16              | 43              | -27             |
| 16   | Mji Mpwapwa      | Forfait général | Forfait général | Forfait général | Forfait général | Forfait général | Forfait général | Forfait général | Forfait général |

Qualifications
Ligue des champions 2006
- 1er : tour préliminaire

Coupe de la confédération 2006
- 2e  : tour préliminaire

Relégation
- 15e et 16e : relégation en Division 1

Abréviations
T : Tenant du titre

P : Promus de Division 1
Le club Mji Mpwapwa se retire le 21 septembre 2005 après qui a déclaré forfait, donc le championnat continue avec 15 équipes. Les résultats contre Mji Mpwapwa ne sont pas conservés.

## Statistiques

### Meilleurs buteurs
| Rang | Nom                | Club     | Buts |
| ---- | ------------------ | -------- | ---- |
| 1    | Ciise Aaden Abshir | Simba SC | 19   |